# راسل، نیوجرسی
راسل (به انگلیسی: Roselle) شهری در ایالت نیوجرسی کشور ایالات متحده آمریکا است که جمعیت آن در سرشماری سال ۲۰۱۰ میلادی، ۲۱٬۰۸۵ نفر بوده‌است.